# Fermín Zanón Cervera
Fermín Zanón Cervera (1875-1944) est un zoologiste espagnol né à Godelleta. Il combat à Cuba lors de la guerre hispano-américaine puis reste sur place en tant que membre de la Garde Civile avant de devenir naturaliste professionnel. Il a travaillé au ministère cubain de l'Agriculture et de l'Agronomie où il fut conservateur de la collection entomologique.
L'herpétologiste américain Thomas Barbour est accompagné par Cervera lors d'une visite à Cuba, et en entendant parler des oiseaux étranges qui pouvait être trouvé dans la péninsule de Zapata, il envoie l'espagnol faire quelques excursions dans la région. Ce dernier sera finalement le découvreur de trois nouvelles espèces, dont deux dont la dénomination spécifique commémore son nom : le Râle de Zapata (Cyanolimnas cerverai), le Troglodyte de Zapata (Ferminia cerverai) et le Bruant de Zapata (Torreornis inexpectata) ; le nom de l'espagnol est aujourd'hui donné au centre écologique du parc national de la « Ciénaga de Zapata » (ou marais de Zapata). Le râle, le troglodyte et la sous-espèce type du bruant sont endémiques du marais de Zapata. Cervera collecte aussi de nombreux insectes, particulièrement des névroptères.
Cervera retourne en Espagne en 1927 pour continuer son travail d'entomologiste, et reste dans sa maison natale de Godelleta jusqu'à sa mort, en 1944.